# Rejon juriński
Rejon juriński (ros. Юринский район) – rejon w należącej do Rosji nadwołżańskiej republice Mari El.
Rejon leży w zachodniej części republiki i ma powierzchnię 2154 km². 1 stycznia 2006 r. na jego obszarze żyło 10 500 osób. Ponad 60% populacji stanowi ludność wiejska. Większość populacji stanowią Rosjanie; rdzenna ludność republiki – Maryjczycy – stanowi ponad 1/3 ogółu mieszkańców.
Gęstość zaludnienia w rejonie wynosi 4,9 os./km²
Ośrodkiem administracyjnym rejonu jest osiedle typu miejskiego Jurino, liczące 3 950 mieszkańców (2005 r.).
Rejon utworzono 24 października 1924 r.